# Melka Chireti
Melka Chireti (ou Cherti, aussi Cherrati) est une ville du Sud de l'Éthiopie située dans la zone Afder de la région Somali.
Melka Chireti se situe vers 300 m d'altitude au bord de la rivière Weyib (ou Gestro) à peu près à mi chemin entre Imi et Dolow (en).
Elle est recensée en 2007 en tant que chef-lieu du woreda Weyib (ou Cherti) et compte 5 152 habitants à cette date.
L'ONG Médecins sans frontières gère une clinique à Melka Chireti.